# 凯尔讷
凯尔讷（法語：Quernes，法語發音：[kɛʁn]）是法国上法蘭西大區加来海峡省的一个市镇，位于该省中北部，属于贝蒂讷区。

## 地理
凯尔讷（50°36'18"N, 2°21'59"E）面积2.75 平方千米，位于法国上法蘭西大區加来海峡省，该省份为法国北部沿海省份，西北濒北海，南至索姆省，东临北部省。
与凯尔讷接壤的市镇（或旧市镇、城区）包括：维泰尔讷斯、朗布尔、列特尔、兰盖姆、马赞盖姆、龙布利。

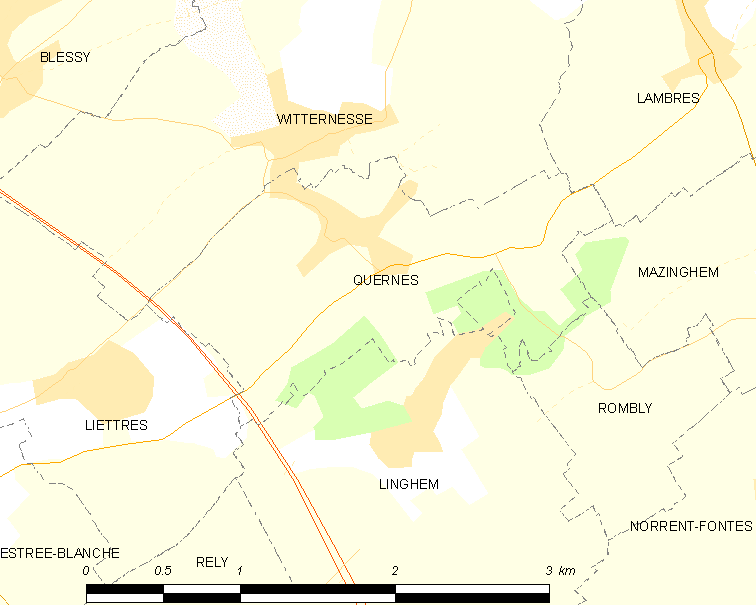
凯尔讷的OSM定位图

凯尔讷的时区为UTC+01:00、UTC+02:00（夏令时）。

## 行政
凯尔讷的邮政编码为62120，INSEE市镇编码为62676。

## 政治
凯尔讷所属的省级选区为利斯河畔艾尔县。

## 人口

1962-2008年间凯尔讷人口变化图示

凯尔讷于2022年1月1日时的人口数量为429人。